# SN 1991as
SN 1991as – supernowa typu Ia odkryta 19 sierpnia 1991 roku w galaktyce A224842+0810. W momencie odkrycia miała maksymalną jasność 18,00m.